# Hvedstrup Sogn
Hvedstrup Sogn 
ist eine Kirchspielsgemeinde (dän.: Sogn)
auf der Insel Sjælland im südlichen Dänemark.
Bis 1970 gehörte sie zur Harde Sømme Herred im damaligen Københavns Amt (bis 1808: Roskilde Amt), danach zur Gundsø Kommune im „neuen“ Roskilde Amt, die im Zuge der  Kommunalreform zum 1. Januar 2007 in der Roskilde Kommune in der Region Sjælland aufgegangen ist.
Im Kirchspiel leben 599 Einwohner (Stand: 1. Januar 2023).
Im Kirchspiel liegt die Kirche „Hvedstrup Kirke“.
Nachbargemeinden sind im Südwesten Ågerup Sogn und im Nordwesten Kirkerup Sogn, ferner in der nordöstlich gelegenen Egedal Kommune Smørum Sogn und in der südöstlich gelegenen Høje-Taastrup Kommune Sengeløse Sogn.